# Parajassa angularis
Parajassa angularis är en kräftdjursart som beskrevs av Robert Alan Shoemaker 1942. Parajassa angularis ingår i släktet Parajassa och familjen Ischyroceridae. Inga underarter finns listade i Catalogue of Life.